# Nicholas Swirad
Nicholas Swirad (* 28. Mai 1991 in Manchester), mit vollständigen Namen Nicholas Ryan Swirad, ist ein malaysisch-englischer Fußballspieler.

## Karriere
Nicholas Swirad spielte von 2008 bis Mitte 2013 bei den unterklassigen englischen Vereinen vom FC United of Manchester, Ashton United und Stocksbridge Park Steels. Wo er von Mitte 2013 bis Mitte 2014 spielte, ist unbekannt. Im Juli 2014 ging er nach Australien. Hier schloss er sich den Northern Rangers an. Der Verein aus Launceston spielte in der unterklassigen Victory League. Hier stand er bis Mitte 2015 unter Vertrag. Wo er den Rest des Jahres unter Vertrag stand, ist unbekannt. Anfang 2016 wechselte er nach Malaysia. Hier unterschrieb er einen Vertrag beim Johor Darul Ta'zim II FC. Mit dem Verein aus Johor Bahru spielte er in der zweiten Liga, der Malaysia Premier League. Von Juni 2017 bis November 2017 wurde er an den Erstligisten Melaka United ausgeliehen. Der Klub aus Malakka spielte in der ersten Liga, der Malaysia Super League. Nach der Ausleihe wurde er von Melaka für die nachfolgende Saison fest verpflichtet. Für Melaka absolvierte er insgesamt 28 Erstligaspiele. 2019 unterschrieb er einen Vertrag beim Ligakonkurrenten PKNS in Petaling Jaya. Für PKNS stand er 15-mal in der ersten Liga auf dem Spielfeld. Anfang 2020 verpflichtete ihn der ebenfalls in der ersten Liga spielende Selangor FC. 2020 absolvierte er vier Erstligaspiele. Anfang 2021 wechselte er auf Leihbasis nach Thailand. Hier spielt er für den Nongbua Pitchaya FC. Der Verein aus Nong Bua Lamphu spielt in der zweiten Liga, der Thai League 2. Im März 2021 feierte er mit Nongbua die Zweitligameisterschaft und den Aufstieg in die erste Liga.

## Erfolge
Nongbua Pitchaya FC
- Thai League 2: 2020/21  ▲